# Corpus-Christi-Kirche (Eschenfelden)

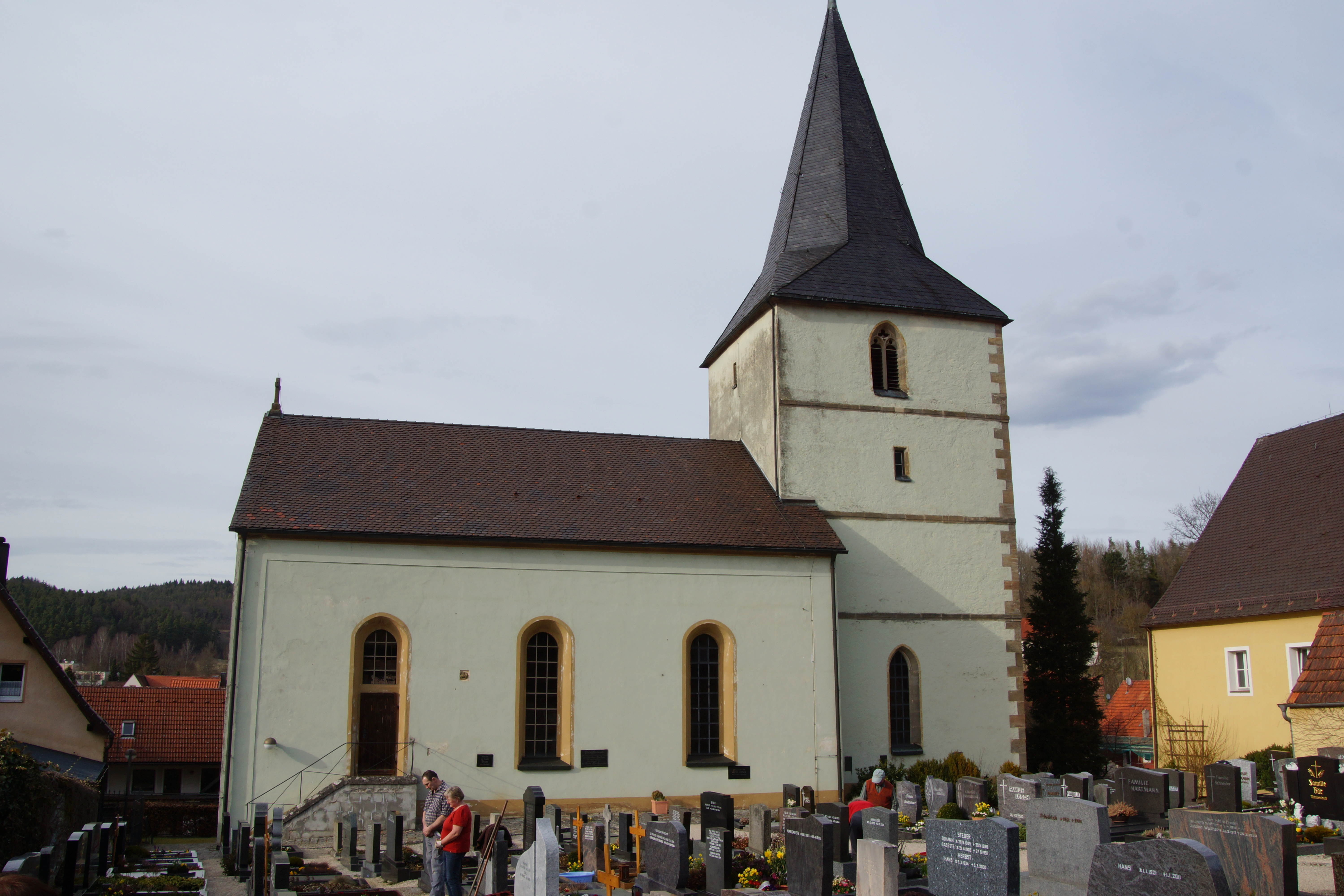
Corpus Christi - Kirche

Die Simultankirche Corpus Christi befindet sich in Eschenfelden, einem Ortsteil der Gemeinde Hirschbach. Sie prägt das Ortsbild des Oberpfälzer Pfarrdorfes.

## Geschichte
Die erste Kirche im Ort war vermutlich eine Burgkapelle mit massivem gotischem Turm mit Wehr- und Wachfunktion. Im heutigen Chorturm mit dem Chorraum im Untergeschoss finden sich Schießscharten, die vielleicht Andeutungen auf das ehemalige Schloss oder eine ehemalige Burganlage sind. Das alte Kirchenschiff war vermutlich eine dreischiffige Basilika, wie es Archäologe Mathias Hensch vermutet, und wurde 1863 durch einen kleineren Neubau ersetzt. Im Osten des Chorraums befindet sich eine Wandnische mit Eisengitter. Diese Nische war vermutlich für die Aufbewahrung der liturgischen Bücher bestimmt. Sie ist umgeben von teilweise freigelegter Wandmalerei aus den Jahren 1560/70. Der Hochaltar zeigt Jesus als Schmerzensmann zwischen Maria und Johannes (15. Jahrhundert) und ist aus drei verschiedenen Altären zusammengesetzt: die äußeren Tafelbilder zeigen Sankt Katharina und Sankt Barbara.
Das Simultaneum geht auf eine Anordnung des Pfalzgrafen Christian August aus dem Jahr 1662 zurück. Heute (2017) ist in der Kirche an drei Sonntagen im Monat evangelischer, am vierten katholischer Gottesdienst.
Die Seitenaltäre von 1870 stammen aus dem aufgelösten Kloster in Vilseck. Das gotische Chorgestühl stammt aus dem frühen 15. Jahrhundert.

## Orgel
Auf der 2. Empore steht mittig die einmanualige Orgel mit dreigeteiltem neoromanischen Prospekt mit acht Manual-Registern und zwei Pedal-Registern. Vor dem Orgelgehäuse steht der freistehende Spieltisch. Im Jahr 1882 erbaute die Oettinger Orgelbaufirma Georg Friedrich Steinmeyer die Orgel als Opus 223. Das Instrument ist bis auf die Prospektpfeifen original erhalten.
| Manual C–f3 |                |                     |  |
| 1.          | Principal      | 8′                  |  |
| 2.          | Gedackt        | 8′                  |  |
| 3.          | Tibia          | 8′                  |  |
| 4.          | Viola di Gamba | 8′                  |  |
| 5.          | Salicional     | 8′                  |  |
| 6.          | Oktave         | 4′                  |  |
| 7.          | Flöte          | 4′                  |  |
| 8.          | Mixtur III     | 2 ⁄3′ + 2′ + 1 3⁄5′ |  |

| Pedal C–c1 |         |     |  |
| 9.         | Subbass | 16′ |  |
| 10.        | Violon  | 8′  |  |

- Koppeln: I/P, Fortetritt